# Phlepsius tumidus
Phlepsius tumidus är en insektsart som beskrevs av Melichar 1911. Phlepsius tumidus ingår i släktet Phlepsius och familjen dvärgstritar. Inga underarter finns listade i Catalogue of Life.